# Tekomyia populi
Tekomyia populi är en tvåvingeart som beskrevs av Edwin Möhn 1960. Tekomyia populi ingår i släktet Tekomyia och familjen gallmyggor.
Artens utbredningsområde är Tyskland. Inga underarter finns listade i Catalogue of Life.